# کانوی (کارولینای جنوبی)
کانوی(به انگلیسی: Conway) شهری در ایالت کارولینای جنوبی کشور ایالات متحده آمریکا است که جمعیت آن در سرشماری سال ۲۰۱۰ میلادی، ۱۷٬۱۰۳ نفر بوده‌است.